# Gbagyi
Gli Gbagyi o Gbari sono un gruppo etnico che si trova prevalentemente nella Nigeria centrale, con una popolazione stimata di 5,8 milioni di abitanti distribuiti tra gli stati di Niger, Kaduna, Nassarawa e il Territorio federale di Abuja, dove costituiscono il gruppo etnico dominante. Parlano la lingua gwari, un linguaggio nupoide diviso in due dialetti solo parzialmente intelligibili, orientale o gbagyi e occidentale o gbari. Sebbene i parlanti dei due dialetti fossero genericamente chiamati Gwari sia dagli Hausa che dai Fulani, così come dagli europei durante la Nigeria precoloniale, oggi preferiscono essere conosciuti come Gbagyi/Gbari.

## Origine
la familiarità degli Gbagyi con i lapislazzuli è stata considerata un'indicazione di una possibile origine egiziana di questo popolo. La questione dell'origine degli Gbagyi è ulteriormente complicata dal fatto che le lingue nupe e gbagyi hanno riconosciute affinità e i Koro, la cui storia sembra essere stata strettamente legata a quella degli Gbagyi, in realtà rivendicano un legame con Wukari e l'impero Kwararafa

## Cultura

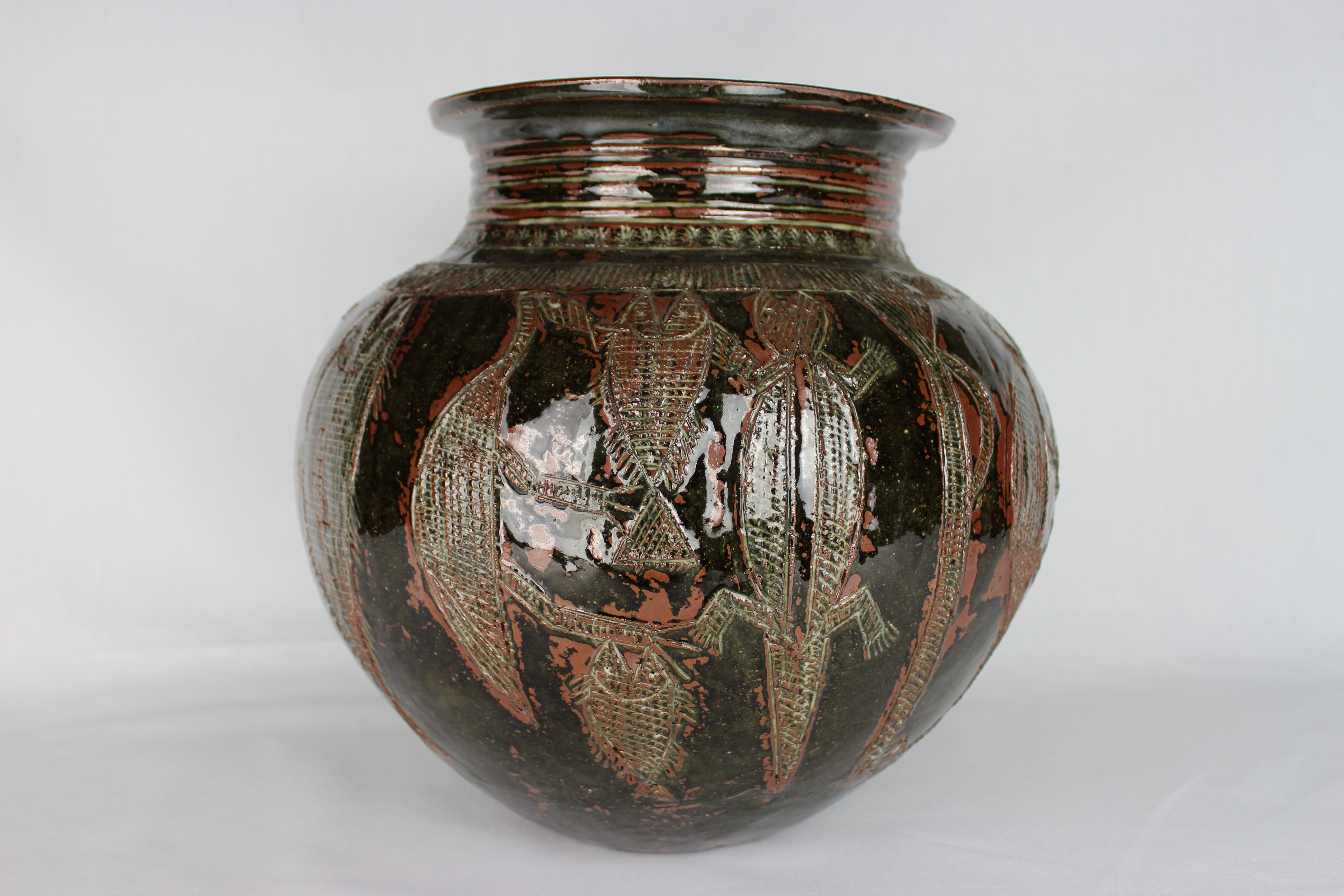
Grande vaso costruito a mano con bordo, motivo inciso e intarsiato in sottoveste rossa con smalto trasparente. Dalla collezione di ceramiche W.A. Ismay Studio alla York Art Gallery.

Gli Gbagyi sono noti per essere un popolo amante della pace, trasparente e accomodante. Con riferimento a queste caratteristiche, i loro vicini settentrionali usano dire in lingua hausa: "muyi shi Gwari Gwari, ovvero "facciamolo come gli Gbagyi" o "alla maniera degli Gbagyi". Secondo Theophilus Tanko Chigudu, la loro cultura mostra quanto siano venuti a patti con l'universo. Aspirano quotidianamente a dare un senso alla vita, qualunque sia la situazione in cui si trovano.
Hanno un'organizzazione sociale di tipo patrilineare. L'Osu (re) è il livello più alto di autorità in un insediamento di Gbagyi/Gbari ed è assistito da un gruppo di anziani, mentre il livello più basso di autorità si trova nel complesso familiare allargato guidato dal maschio più anziano.